# دانشکده پرستاری و مامایی ارومیه
دانشکدهٔ پرستاری و مامایی ارومیه زیر نظر دانشگاه علوم پزشکی ارومیه به ریاست دکتر آرام فیضی در حال حاضر دارای رشته‌های پرستاری در مقاطع کارشناسی، کارشناسی ارشد و دکترا، مامایی در مقاطع کارشناسی و کارشناسی ارشد و فوریت‌های پزشکی در مقطع کارشناسی می‌باشد. 